# Patrick Warburton
Patrick John Warburton (Paterson, Nueva Jersey; 14 de noviembre de 1964) es un actor estadounidense y actor de voz. Es conocido por sus papeles de David Puddy en Seinfeld, The Tick y el malvado Johnny Johnson en NewsRadio. Como actor de voz su voz profunda le ha permitido ser conocido en papeles como Ken en Bee Movie, Kronk en The Emperor's New Groove y posteriores secuelas, Brock Samson en The Venture Bros., Joe Swanson en Padre de familia, Steve Barkin en Kim Possible y el Lobo en Hoodwinked!, entre otros personajes.

## Primeros años
Warburton nació en Paterson, Nueva Jersey, y se crio en Huntington Beach, California, a donde se trasladó con su familia a los tres años de edad. Su padre, John Warburton, era cirujano ortopédico y su madre, Barbara Lord, era actriz. Tiene tres hermanas, Mary, Lara y Megan. Después de graduarse en la Servite High School, en Anaheim, California, estudió biología marina en el Orange Coast College, en Costa Mesa, California, pero lo dejó para dedicarse a ser modelo y actor.

## Carrera
A menudo Warburton ha interpretado papeles de voz profunda y gran físico. A mediados de los años 90, fue conocido por su papel de David Puddy en Seinfeld, el novio indiferente de Elaine Benes. También protagonizó para la FOX la serie The Tick. Apareció en la película australiana The Dish como un oficial de la NASA y en NewsRadio como Johnny Johnson, nemesis de Jimmy James. Tuvo un papel en la sitcom de la CBS Dave's World y una memorable actuación en Designing Women, siendo el amable pero torpe amor de Mary Jo. También apareció como el oficial Walter Kramitz en la película Big Trouble, siendo luego aclamado por la crítica por su rol en la película The Civilization of Maxwell Bright. Prestó su voz para Kronk, personaje de la película animada The Emperor's New Groove, y realizó un pequeño papel en Hombres de negro II, haciendo del Agente T, compañero de J (Will Smith).
Warburton prestó su voz a varios personajes, incluyendo al rol principal en Game Over y a Buzz Lightyear en Buzz Lightyear of Star Command, sustituyendo a Tim Allen. Interpretó a Nick Sharps en 8 Simple Rules y Steve Barkin en la serie de Disney Kim Possible. Se unió al reparto de Less Than Perfect en 2003. Retomó el papel de Kronk en Las locuras de Kronk y la adaptación para la serie The Emperor's New School. Su mayor proyecto fue en la serie animada The Venture Bros. También fue la voz de Joe Swanson en la serie de la FOX Padre de familia.

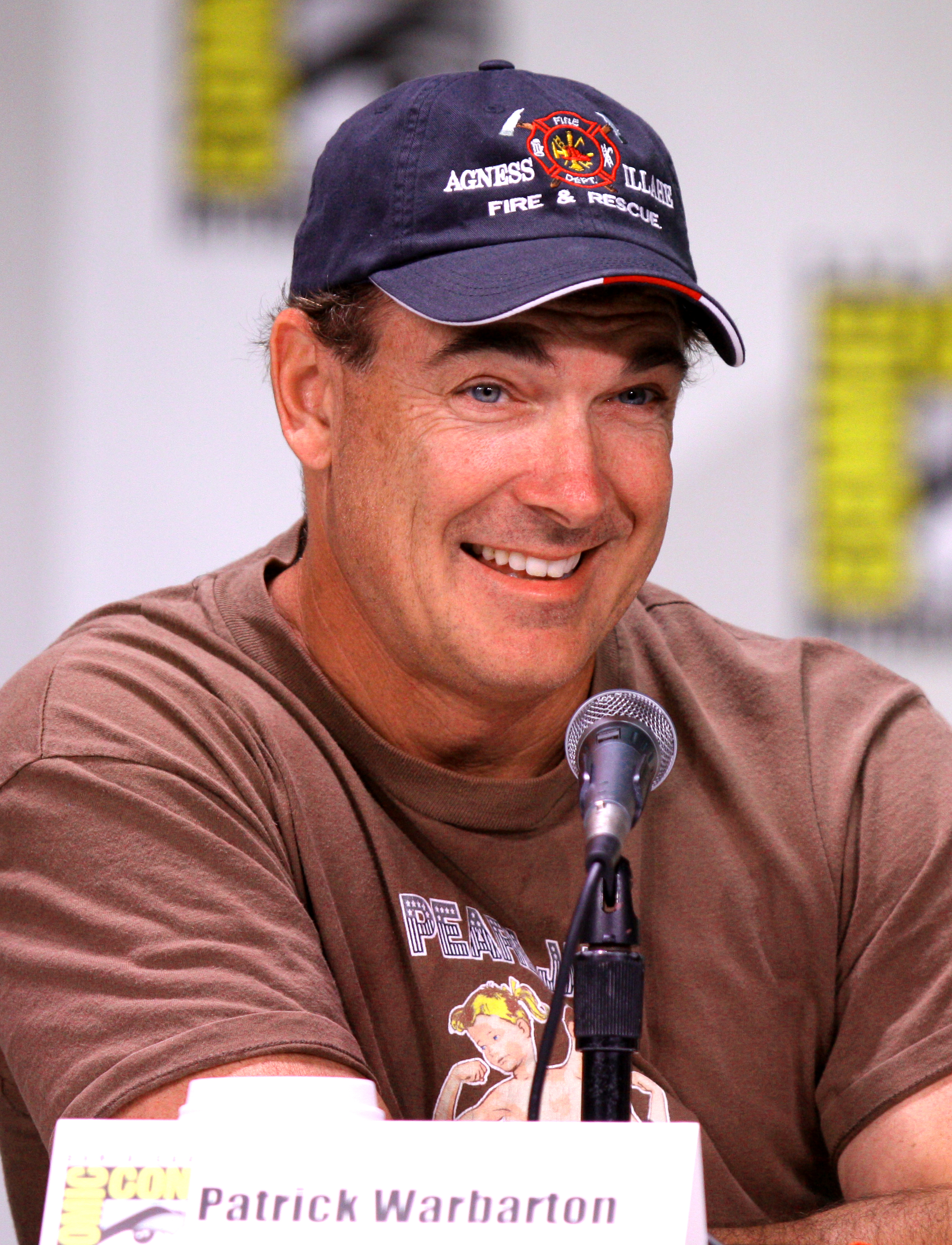
Patrick Warburton.

En 2005 prestó su voz para la película Hoodwinked!, adaptación cómica del popular cuento "Caperucita Roja", interpretando al Lobo. Tuvo un pequeño papel en Chicken Little como el policía alienígena. Fue la voz de Mr. X en Los Equis y la voz de Ian, el ciervo en Open Season. También prestó su voz en Tak y el Poder de Juju.
En cuanto a comerciales, Warburton fue la voz de los anuncios de la corporación Carrier para sus unidades de HVAC y aire acondicionado y fue la voz de Superman en The Adventures of Seinfeld and Superman para American Express. También puso voz a Lewis en los comerciales de radio Clark & Lewis Expedition para Horizon Air, junto a Richard Kind como Clark.
Warburton apareció en la película Preboarding, mostrada a los asistentes al Soarin' Over California (localizado en Disney's California Adventure Park). Esta misma película se mostró en Soarin, localizado en Epcot, en el Walt Disney World Resort. Warburton repartió las instrucciones con su típica cara de póquer. Apareció asimismo en el concurso Poker Royale Celebrities vs. the Pros de la cadena GSN, en el que se enfrentan jugadores de póquer profesionales a famosos. El actor llegó a la final, ganándola, con un premio de 100.000 dólares. La gran identificación que se establece entre Warburton y el personaje que interpretaba en la serie Seinfeld se hizo evidente el 13 de enero de 2007, durante una emisión de fútbol americano de la NFL. Se escuchó el anuncio de la nueva serie en la que participaba, Rules of Engagement, y cuando volvió la transmisión normal, uno de los locutores exclamó: "Puddy!"
Warburton realizó un cameo como vendedor de coches en el video de la canción "Online" de Brad Paisley.

## Vida personal
Warburton contrajo matrimonio con Cathy Warburton en 1991: han tenido cuatro hijos, y actualmente viven en Camarillo, California.

## Filmografía

### Cine
| Año  | Título                                      | Papel                                   | Otras notas |
| ---- | ------------------------------------------- | --------------------------------------- | ----------- |
| 1987 | Dragonard                                   | Richard Abdee                           |             |
| 1989 | Master of Dragonard Hill                    | Richard Abdee                           |             |
| 1991 | Scorchers                                   | Balford                                 |             |
| 1994 | Dickwad                                     | Hermano de Charlie                      |             |
| 1996 | American Strays                             | Policía novato                          |             |
| 1998 | Blind Men                                   |                                         |             |
| 1999 | The Woman Chaser                            | Richard Hudson                          |             |
| 2000 | Scream 3                                    | Steven Stone                            |             |
| 2000 | The Dish                                    | Al Burnett                              |             |
| 2001 | Camouflage                                  | Horace Tutt, Junior                     |             |
| 2001 | Dirt                                        | Vincent                                 |             |
| 2001 | Joe Somebody                                | Mark McKinney                           |             |
| 2002 | Run, Ronnie, Run                            | Jefe de la conspiración gay             |             |
| 2002 | Big Trouble                                 | Agente Walter Kramitz, policía de Miami |             |
| 2002 | Hombres de negro II                         | Agente T                                |             |
| 2003 | I'd Rather Be in Philadelphia               | Jack                                    |             |
| 2004 | Bob Steel                                   | Rudy Buckmaster                         |             |
| 2005 | The Civilization of Maxwell Bright          | Max Bright                              |             |
| 2005 | Rebound                                     | Larry Burgess                           |             |
| 2007 | I'll Believe You                            | Dr. Seth Douglass                       |             |
| 2007 | Underdog                                    | Cad                                     |             |
| 2008 | Superagente 86                              | Hymie el Robot                          |             |
| 2008 | Get Smart's Bruce and Lloyd: Out of Control | Hymie el Robot                          |             |
| 2008 | Made for Each Other                         | Mack Mackenzie                          |             |
| 2008 | Sophomore                                   | Mr. McKee                               |             |
| 2009 | Rock Slyde                                  | Rock Slyde                              |             |
| 2012 | Ted                                         | Guy                                     |             |
| 2020 | Inheritance                                 | Archer Monroe                           |             |

### Televisión
- Quantum Leap 1990
- Anything But Love 1991
- Grapevine 1992
- Doctor en Alaska 1992
- Murphy Brown 1992
- Mad About You, 1993
- Nurses 1993
- Designing Women 1993
- Grace Under Fire 1995
- Dave's World 1994-1997
- Ellen 1995
- Seinfeld 1995-1998
- House Rules 1998
- Maggie Winters, 1998
- NewsRadio 1998-1999
- Padre de familia 1999-
- The Tick, 2001-2002
- Malcolm in the Middle 2002
- The Twilight Zone 2002
- 8 Simple Rules 2003
- Less Than Perfect, 2003, 2006
- Los hermanos Venture 2003
- Los Equis 2005-2006
- The Daily Buzz 2005
- The Emperor's New School 2006-2008
- 24 2007
- Rules of Engagement 2007-2013
- Robot Chicken 2007-
- A Series of Unfortunate Events 2016-2019
- Marvel's Agents of S.H.I.E.L.D. 2018
- Space Force 2020

### Roles de voz
| Año       | Título                                               | Papel                                    | Notas        |
| --------- | ---------------------------------------------------- | ---------------------------------------- | ------------ |
| 1999      | Hercules                                             | Lastrigon                                |              |
| 1999—     | Padre de familia                                     | Joe Swanson                              |              |
| 2000      | Buzz Lightyear of Star Command: Comienza la aventura | Buzz Lightyear                           |              |
| 2000      | Teacher's Pet                                        | Guardia de seguridad                     |              |
| 2000      | Buzz Lightyear of Star Command                       | Buzz Lightyear (originalmente Tim Allen) | Videojuego   |
| 2000      | Spider-Man                                           | Rehén en el modo "What If?"              | Videojuego   |
| 2000      | The Emperor's New Groove                             | Kronk                                    |              |
| 2001      | The Emperor's New Groove: The Game                   | Kronk                                    | Videojuego   |
| 2001–2005 | Totally Spies!                                       | Yeti Lord                                |              |
| 2001-2002 | The Zeta Project                                     | Sheriff Bronson Stone                    |              |
| 2002      | Kim Possible                                         | Mr. Steve Barkin                         |              |
| 2003      | Kim Possible: The Secret Files                       | Mr. Steve Barkin                         |              |
| 2003      | Metal Arms: Glitch in the System                     | Moser                                    | Videojuego   |
| 2003      | Tak y el Poder de Juju                               | Lok                                      | Videojuego   |
| 2003—     | Los hermanos Venture                                 | Brock Samson                             |              |
| 2004      | A Uniform Used to Mean Something                     | Superman                                 | Cortometraje |
| 2004      | Game Over                                            | Ripley "Rip" Smashenburn                 |              |
| 2004      | Home on the Range                                    | Patrick                                  |              |
| 2004      | Hindsight Is 20/20...                                | Superman                                 | Cortometraje |
| 2004      | Tak 2: The Staff of Dreams                           | Lok                                      | Videojuego   |
| 2005      | Stewie Griffin: The Untold Story                     | Joe Swanson                              |              |
| 2005      | Who Rules? The Game                                  | Game Show Host                           | Videojuego   |
| 2005      | Tak 3: The Great Juju Challenge                      | Lok                                      | Videojuego   |
| 2005      | Chicken Little                                       | Alien Cop                                | Cameo        |
| 2005      | Kronk's New Groove                                   | Kronk                                    |              |
| 2005      | Balto 3: Wings of Change                             | Kirby                                    |              |
| 2005      | The Batman                                           | Cash Tankenson                           |              |
| 2005      | Los Equis                                            | Mr. X                                    |              |
| 2006      | The Emperor's New School                             | Kronk                                    |              |
| 2006      | Padre de familia                                     | Joe Swanson                              | Videojuego   |
| 2006      | Hoodwinked!                                          | El lobo feroz                            |              |
| 2006      | The Wild                                             | Blag                                     |              |
| 2006      | Open Season                                          | Ian                                      |              |
| 2007      | Happily N'Ever After                                 | Prince Humperdink                        |              |
| 2007      | Tak y el Poder de Juju                               | Lok                                      |              |
| 2007      | Bee Movie                                            | Ken                                      |              |
| 2008      | Space Chimps                                         | Titan                                    |              |
| 2010      | Mad                                                  | Hunter Steele                            |              |
| 2011      | La verdadera historia de Caperucita Roja 2           | El lobo feroz                            |              |

### Videojuegos
- Spider-Man - Rehén en el modo "What If?"
- Tak and the Power of Juju - Lok
- Metal Arms: Glitch in the System - Mozer
- Family Guy - Joe Swanson
- The Emperor's New Groove - Kronk
- Call of Duty: World at War
- Skylanders: Trap Team
- Skylanders: Superchargers
- Tales From the Borderlands - Vásquez